# Sattnitz

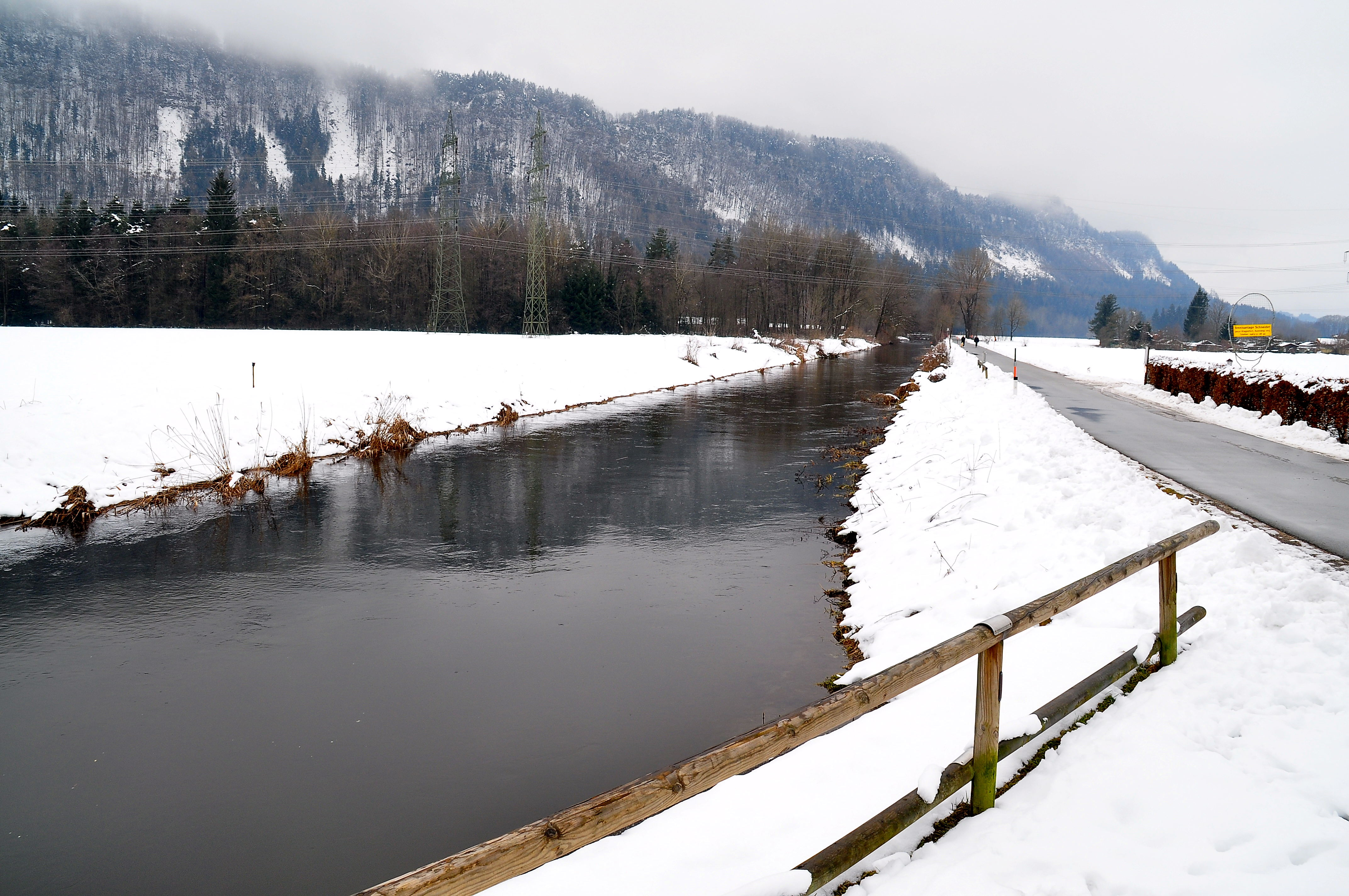
Der Sattnitz-Rücken mit der Glanfurt am Klagenfurter Auenweg im Vordergrund

Die Sattnitz (slowenisch Sotnica oder Gure) ist ein 800 bis 900 m ü. A. hoher Gebirgszug in Kärnten zwischen Keutschacher Seentalung, der Glanfurt, Glan und der unteren Gurk im Norden und der Drau im Süden in den Bezirken Villach-Land und Klagenfurt-Land.

## Name
Der Name Sattnitz für den niedrigen Gebirgszug entlang der Drau wurde aus dessen slowenischer Bezeichnung (Sotnica) entlehnt und dürfte erst relativ spät eingedeutscht worden sein (nicht vor dem 13. Jahrhundert). Die Bedeutung von Sotnica kann ungefähr mit Gegend um den Gebirgsweg umschrieben werden. Dieser Gebirgsweg wird von Sprachforschern mit dem alten Weg von St. Ruprecht bei Klagenfurt über Maria Rain nach Kirschentheuer in Verbindung gebracht. Die heute gebräuchlichere slowenische Bezeichnung „Gure“ entstammt dem Dialektwort „gora“ (Berg, Wald).

## Geologie und Hydrologie

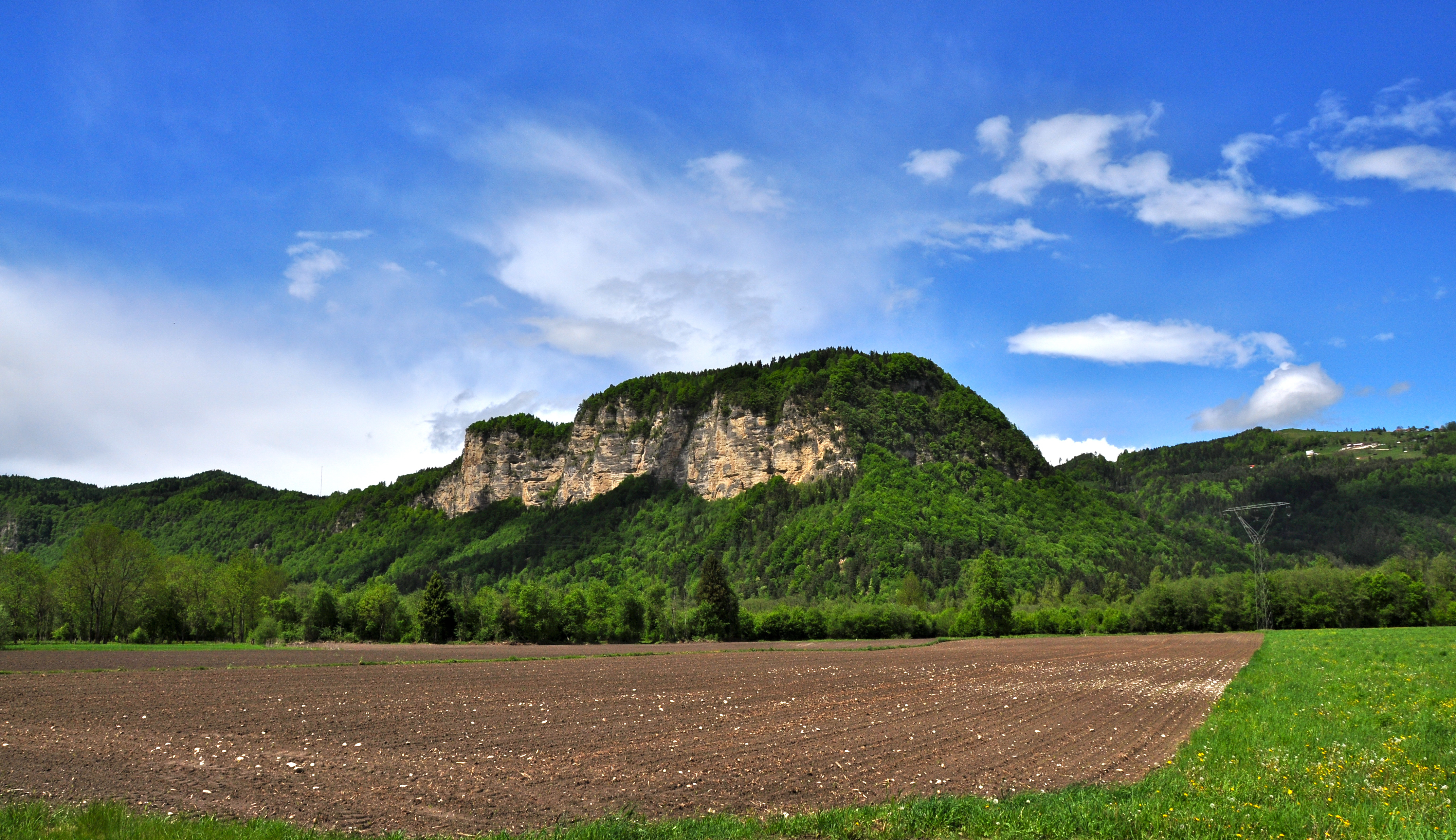
Südost-Ansicht des „Kossiacher Felsen“

Geologisch gesehen ist die Sattnitz von tertiären Konglomeraten und kohleführenden Feinkornablagerungen geprägt. Das Gebirge bildet sich aus dem sogenannten Sattnitzkonglomerat, einem Gestein aus dem Neogen (Jungtertiär). Das Sattnitzkonglomerat ergibt trockene Standorte, die Niederschläge versickern, sodass die Hauswasserversorgung der bäuerlichen Betriebe stets schwierig war. Teilweise treten Karsterscheinungen, wie Schlucklöcher (Ponore) auf. Das absickernde Wasser tritt an der Basis, wo wasserstauende Tone auftreten, in zahlreichen, oft sehr ergiebigen Quellen zutage. Sie werden vielfach für die Wasserversorgung verwendet. Eine bedeutende Quelle ist der Ewige Regen bei Maria Rain, der zum Naturdenkmal ernannt wurde.

## Ausdehnung
Die Hochfläche ist nach allen Richtungen durch teilweise senkrecht abfallende Steilwände begrenzt. An ihren nördlichen und südlichen Hängen zeigt die Sattnitz viele Steilwände.
Die Sattnitz reicht von Rosegg bzw. Velden am Wörther See im Westen bis zur Annabrücke über die Drau bzw. Grafenstein im Osten. Die Gestalt der Konglomerattafel ist rechteckig. Die West-Ost-Erstreckung beträgt 34 km, die Nord-Süd-Erstreckung 5 km, die Fläche 170 km². Die geradlinige Begrenzung der Hochfläche ist tektonisch durch Brüche und Verwerfungen bedingt. Sie zerlegen die Konglomerattafel auch in Nord-Süd-Richtung in mehrere Teilschollen, deren Zwischenstücke abgesunken sind und als Senken auftreten.
Die verkehrswirtschaftlich bedeutendste ist die Senke von Maria Rain. Durch sie verläuft die wichtigste Verkehrsverbindung von Klagenfurt ins Rosental und zum Loiblpass. Der höchste Gipfel ist der Tanzboden (929 m) im westlichen Teil nördlich von Ludmannsdorf.
Ostwärts schließt die Senke von Stemeritsch mit den Ortschaften Stemeritsch, Strantschitschach, Saberda und Göltschach in rund 650–700 m Seehöhe an. An diese reiht sich die ausgedehnte Hochfläche von Radsberg mit den Hauptorten Radsberg, Tutzach und Schwarz.
Rund 150 m tiefer liegt im Süden die Scholle von Kossiach. Die kuppige, durch mächtige Seitenmoränen des Drau- und Wörtherseegletschers gestaltete Hochfläche liegt bei 750–800 m. Mit teilweise senkrechten Wänden bricht sie im Osten zur Senke von Mieger ab. Nur bei Ober- und Unterkreuth haben nacheiszeitliche Hangrutschungen den Abbruch flacher gestaltet.
In der Mieger Senke liegen die Ortschaften Ober- und Untermieger, Hinterberg, Haber und Obitschach. Die Mieger Senke liegt in rund 550 m Seehöhe. Im Osten steigt sie zur Hochfläche von Berg an, deren kuppiges Relief zwischen 600 und 700 m liegt. Sie bricht ihrerseits steil zur Senke von Sabuatach in etwa 600 m Seehöhe ab. Ostwärts schließt die Hochfläche von Skarbin mit der gleichnamigen Ortschaft in rund 710 m Seehöhe die Sattnitz ab. Sie bricht steil zur Drau ab. Das gesteinsbildende Sattnitzkonglomerat setzt sich allerdings ostwärts der Drau im Rückersdorfer Hügelland um den Klopeiner See fort, erreicht hier aber nicht mehr die mächtige Geschlossenheit wie in der Sattnitz.

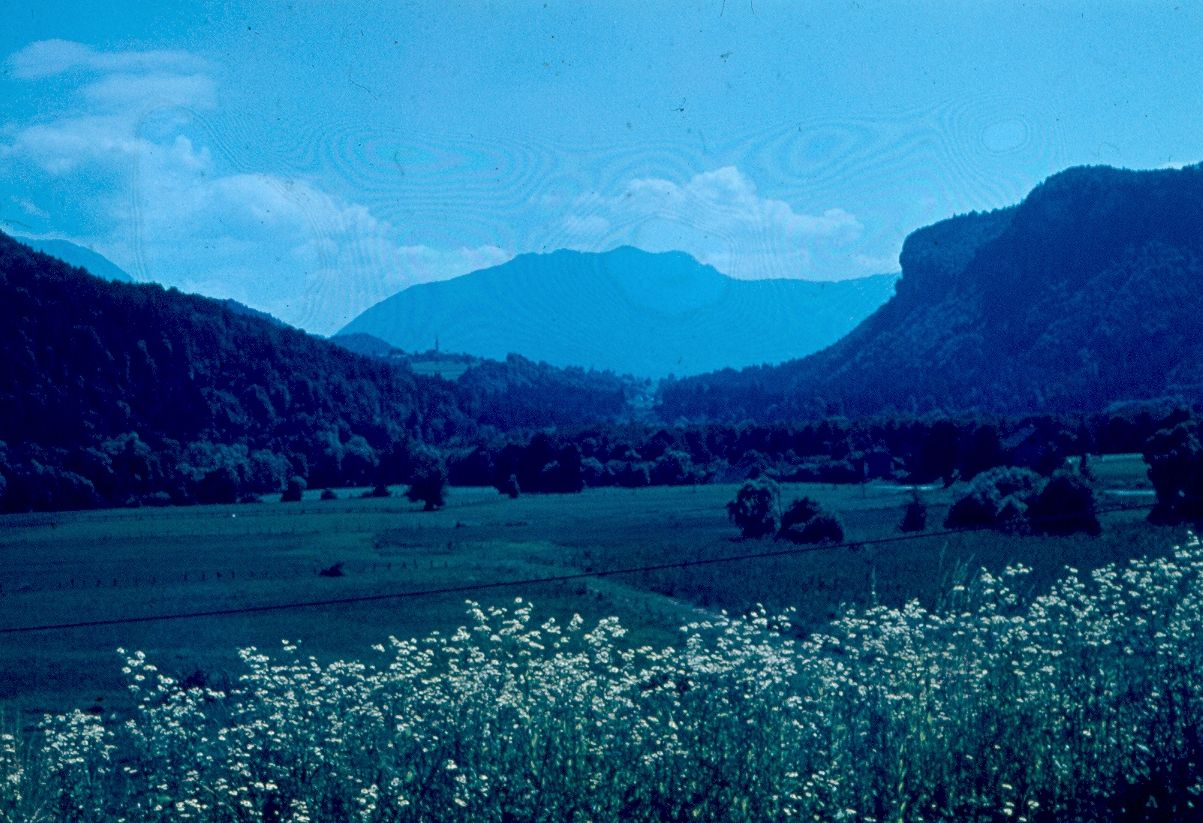
Blick von Norden nach Süden, rechts der Steilabfall der Hochfläche von Radsberg, links die Hochfläche von Berg, im Mittelgrund die Kirche von Mieger, dahinter die Karawanken

## Nutzung und Siedlungen
Der östliche Teil ist geringer besiedelt und ebenso intensiv bewaldet. Auf seinen Südhängen findet man orchideenreiche Buchenwälder und stellenweise Laubmischwälder. Die Bewirtschaftung der kleinbäuerlichen Betriebe erfolgte lange mit geringem Mechanisierungsgrad. Die Waldwirtschaft spielte dabei eine große Rolle.
Die größten Ortschaften im Gebiet der Sattnitz sind Ludmannsdorf, und Köttmannsdorf im westlichen Teil bzw. Maria Rain und Radsberg und Mieger im östlichen Teil.